# 10003 Керіхуанг
10003 Керіхуанг (1971 UD1, 1984 SU4) — астероїд головного поясу, відкритий 26 жовтня 1971 року чехословацьким астрономом Любошем Когоутеком. Названий на честь Кері Хуанга (Cary K. Huang) — аніматора і педагога, відомого різноманітними анімаційними вебшоу, проєктами з кодування та відео для візуалізації даних.
Тіссеранів параметр щодо Юпітера — 3,645.